# José Luis Rodrigo Velasco
José Luis Rodrigo Velasco, més conegut com a "Rodri" (Madrid, 8 de setembre de 1968) és un exfutbolista professional madrileny, que ocupava la posició de migcampista.

## Trajectòria
Comença a destacar amb el Rayo Vallecano. Amb els madrilenys, debuta a primera divisió tot jugant 27 partits i marcant 3 gols. El Rayo baixa a Segona, i durant les dues següents temporades, serà titular al conjunt vallencà, fins a assolir de nou l'ascens a Primera el 1992. En el retorn, però, el migcampista passa a ser suplent, jugant tan sols 20 partits, 17 d'ells de suplent.
La temporada 93/94 recala a l'Hèrcules CF, amb qui baixa a Segona B. Retornaria a la categoria d'argent a la campanya 97/98, tot militant a les files de l'Elx CF.